# Busnovi (Prijedor, BiH)
Busnovi su naseljeno mjesto u sastavu općine Prijedor, Republika Srpska, BiH. U Busnovima se rodio episkop banjalučki Jefrem Milutinović.

## Stanovništvo
| Busnovi            |                |                |                |
| godina popisa      | 1991.          | 1981.          | 1971.          |
| Srbi               | 1.024 (97,15%) | 1.241 (92,68%) | 1.403 (98,45%) |
| Hrvati             | 2 (0,18%)      | 3 (0,22%)      | 6 (0,42%)      |
| Muslimani          | 0              | 1 (0,07%)      | 3 (0,21%)      |
| Jugoslaveni        | 21 (1,99%)     | 88 (6,57%)     | 1 (0,07%)      |
| ostali i nepoznato | 7 (0,66%)      | 6 (0,44%)      | 12 (0,84%)     |
| ukupno             | 1.054          | 1.339          | 1.425          |